# Список синглов № 1 в США в 1957 году (Billboard)
Список синглов № 1 в США в 1957 году — включает синглы, возглавлявшие главный хит-парад Северной Америки в 1957 году. Составляется редакцией старейшего музыкального журнала США Billboard и поэтому называется Billboard Hot 100 («Горячая Сотня» журнала Billboard).

## История
Ранее журнал Billboard публиковал 4 чарта: Best Sellers in Stores (по продажам синглов в магазинах), Most Played by Jockeys (по частоте проигрывания песен по радио), Most Played in Jukeboxes (по частоте проигрывания песен в музыкальных автоматах Jukeboxes) и Top 100 (комбинированный список, учитывающий продажи, радиоэфир и Jukeboxes). Most Played in Jukeboxes издавался до июня 1957 года. Объединение остальных в единый Billboard Hot 100 произошло в 1958 году.

## Список
| Дата        | Best Sellers in Stores                                              | Most Played by Jockeys                     | Most Played in Jukeboxes                     | Top 100                                    |
| ----------- | ------------------------------------------------------------------- | ------------------------------------------ | -------------------------------------------- | ------------------------------------------ |
| 5 января    | «Singing the Blues» Гай Митчелл                                     | «Singing the Blues» Гай Митчелл            | «Singing the Blues» Гай Митчелл              | «Singing the Blues» Гай Митчелл            |
| 12 января   | «Singing the Blues» Гай Митчелл                                     | «Singing the Blues» Гай Митчелл            | «Singing the Blues» Гай Митчелл              | «Singing the Blues» Гай Митчелл            |
| 19 января   | «Singing the Blues» Гай Митчелл                                     | «Singing the Blues» Гай Митчелл            | «Singing the Blues» Гай Митчелл              | «Singing the Blues» Гай Митчелл            |
| 26 января   | «Singing the Blues» Гай Митчелл                                     | «Singing the Blues» Гай Митчелл            | «Singing the Blues» Гай Митчелл              | «Singing the Blues» Гай Митчелл            |
| 2 февраля   | «Singing the Blues» Гай Митчелл                                     | «Singing the Blues» Гай Митчелл            | «Singing the Blues» Гай Митчелл              | «Singing the Blues» Гай Митчелл            |
| 9 февраля   | «Too Much»/ «Playing for Keeps» Элвис Пресли                        | «Young Love» Sonny James                   | «Singing the Blues» Гай Митчелл              | «Don't Forbid Me» Pat Boone                |
| 16 февраля  | «Too Much» Элвис Пресли                                             | «Young Love» Tab Hunter                    | «Singing the Blues» Гай Митчелл              | «Young Love» Tab Hunter                    |
| 23 февраля  | «Too Much» Элвис Пресли                                             | «Young Love» Tab Hunter                    | «Don’t Forbid Me» Pat Boone                  | «Young Love» Tab Hunter                    |
| 2 марта     | «Young Love» Tab Hunter                                             | «Young Love» Tab Hunter                    | «Young Love» Tab Hunter                      | «Young Love» Tab Hunter                    |
| 9 марта     | «Young Love» Tab Hunter                                             | «Young Love» Tab Hunter                    | «Too Much»/ «Playing for Keeps» Элвис Пресли | «Young Love» Tab Hunter                    |
| 16 марта    | «Young Love» Tab Hunter                                             | «Young Love» Tab Hunter                    | «Young Love» Tab Hunter                      | «Young Love» Tab Hunter                    |
| 23 марта    | «Young Love» Tab Hunter                                             | «Young Love» Tab Hunter                    | «Young Love» Tab Hunter                      | «Young Love» Tab Hunter                    |
| 30 марта    | «Party Doll» Buddy Knox                                             | «Butterfly» Andy Williams                  | «Young Love» Tab Hunter                      | «Butterfly» Andy Williams                  |
| 6 апреля    | «Round and Round» Perry Como                                        | «Butterfly» Andy Williams                  | «Young Love» Tab Hunter                      | «Butterfly» Andy Williams                  |
| 13 апреля   | «All Shook Up» Элвис Пресли                                         | «Round and Round» Perry Como               | «Butterfly» Charlie Gracie                   | «Butterfly» Andy Williams                  |
| 20 апреля   | «All Shook Up» Элвис Пресли                                         | «Round and Round» Perry Como               | «Butterfly» Charlie Gracie                   | «All Shook Up» Элвис Пресли                |
| 27 апреля   | «All Shook Up» Элвис Пресли                                         | «All Shook Up» Элвис Пресли                | «All Shook Up» Элвис Пресли                  | «All Shook Up» Элвис Пресли                |
| 29 апреля   | «All Shook Up» Элвис Пресли                                         | «All Shook Up» Элвис Пресли                | «All Shook Up» Элвис Пресли                  | «All Shook Up» Элвис Пресли                |
| 6 мая       | «All Shook Up» Элвис Пресли                                         | «All Shook Up» Элвис Пресли                | «All Shook Up» Элвис Пресли                  | «All Shook Up» Элвис Пресли                |
| 13 мая      | «All Shook Up» Элвис Пресли                                         | «All Shook Up» Элвис Пресли                | «All Shook Up» Элвис Пресли                  | «All Shook Up» Элвис Пресли                |
| 20 мая      | «All Shook Up» Элвис Пресли                                         | «All Shook Up» Элвис Пресли                | «All Shook Up» Элвис Пресли                  | «All Shook Up» Элвис Пресли                |
| 27 мая      | «All Shook Up» Элвис Пресли                                         | «All Shook Up» Элвис Пресли                | «All Shook Up» Элвис Пресли                  | «All Shook Up» Элвис Пресли                |
| 3 июня      | «Love Letters in the Sand»/ Bernardine Pat Boone                    | «All Shook Up» Элвис Пресли                | «All Shook Up» Элвис Пресли                  | «All Shook Up» Элвис Пресли                |
| 10 июня     | «Love Letters in the Sand»/ «Bernardine» Pat Boone                  | «Love Letters in the Sand» Pat Boone       | «All Shook Up» Элвис Пресли                  | «Love Letters in the Sand» Pat Boone       |
| 17 июня     | «Love Letters in the Sand» Pat Boone                                | «Love Letters in the Sand» Pat Boone       | «All Shook Up» Элвис Пресли                  | «Love Letters in the Sand» Pat Boone       |
| 24 июня     | «Love Letters in the Sand»/ «Bernardine» Pat Boone                  | «Love Letters in the Sand» Pat Boone       | -                                            | «Love Letters in the Sand» Pat Boone       |
| 1 июля      | «Love Letters in the Sand»/ «Bernardine» Pat Boone                  | «Love Letters In the Sand» Pat Boone       | -                                            | «Love Letters in the Sand» Pat Boone       |
| 8 июля      | «(Let Me Be Your) Teddy Bear»/ «Loving You» Элвис Пресли            | «Love Letters in the Sand» Pat Boone       | -                                            | «Love Letters in the Sand» Pat Boone       |
| 15 июля     | «(Let Me Be Your) Teddy Bear»/ «Loving You» Элвис Пресли            | «Love Letters in the Sand» Pat Boone       | -                                            | «(Let Me Be Your) Teddy Bear» Элвис Пресли |
| 22 июля     | «(Let Me Be Your) Teddy Bear»/ «Loving You» Элвис Пресли            | «Love Letters in the Sand» Pat Boone       | -                                            | «(Let Me Be Your) Teddy Bear» Элвис Пресли |
| 29 июля     | «(Let Me Be Your) Teddy Bear»/ «Loving You» Элвис Пресли            | «(Let Me Be Your) Teddy Bear» Элвис Пресли | -                                            | «(Let Me Be Your) Teddy Bear» Элвис Пресли |
| 5 августа   | «(Let Me Be Your) Teddy Bear»/ «Loving You» Элвис Пресли            | «(Let Me Be Your) Teddy Bear» Элвис Пресли | -                                            | «(Let Me Be Your) Teddy Bear» Элвис Пресли |
| 12 августа  | «(Let Me Be Your) Teddy Bear»/ «Loving You» Элвис Пресли            | «(Let Me Be Your) Teddy Bear» Элвис Пресли | -                                            | «(Let Me Be Your) Teddy Bear» Элвис Пресли |
| 19 августа  | «(Let Me Be Your) Teddy Bear»/ «Loving You» Элвис Пресли            | «Tammy» Debbie Reynolds                    | -                                            | «(Let Me Be Your) Teddy Bear» Элвис Пресли |
| 26 августа  | «Tammy» Debbie Reynolds                                             | «Tammy» Debbie Reynolds                    | -                                            | «(Let Me Be Your) Teddy Bear» Элвис Пресли |
| 2 сентября  | «Tammy» Debbie Reynolds                                             | «Tammy» Debbie Reynolds                    | -                                            | «Tammy» Debbie Reynolds                    |
| 9 сентября  | «Diana» Paul Anka                                                   | «Tammy» Debbie Reynolds                    | -                                            | «Tammy» Debbie Reynolds                    |
| 16 сентября | «Tammy» Debbie Reynolds                                             | «Tammy» Debbie Reynolds                    | -                                            | «Tammy» Debbie Reynolds                    |
| 23 сентября | «That'll Be the Day» The Crickets                                   | «Honeycomb» Jimmie Rodgers                 | -                                            | «Tammy» Debbie Reynolds                    |
| 30 сентября | «Honeycomb» Jimmie Rodgers                                          | «Honeycomb» Jimmie Rodgers                 | -                                            | «Tammy» Debbie Reynolds                    |
| 7 октября   | «Honeycomb» Jimmie Rodgers                                          | «Honeycomb» Jimmie Rodgers                 | -                                            | «Honeycomb» Jimmie Rodgers                 |
| 14 октября  | «Wake Up Little Susie» Everly Brothers                              | «Honeycomb» Jimmie Rodgers                 | -                                            | «Honeycomb» Jimmie Rodgers                 |
| 21 октября  | «Jailhouse Rock»/ «Treat Me Nice» Элвис Пресли                      | «Chances Are» Johnny Mathis                | -                                            | «Wake Up Little Susie» Everly Brothers     |
| 28 октября  | «Jailhouse Rock»/ «Treat Me Nice» Элвис Пресли                      | «Wake Up Little Susie» Everly Brothers     | -                                            | «Wake Up Little Susie» Everly Brothers     |
| 4 ноября    | «Jailhouse Rock»/ «Treat Me Nice» Элвис Пресли                      | «Wake Up Little Susie» Everly Brothers     | -                                            | «Jailhouse Rock» Элвис Пресли              |
| 11 ноября   | «Jailhouse Rock»/ «Treat Me Nice» Элвис Пресли                      | «Wake Up Little Susie» Everly Brothers     | -                                            | «Jailhouse Rock» Элвис Пресли              |
| 18 ноября   | «Jailhouse Rock»/ «Treat Me Nice» Элвис Пресли                      | «Wake Up Little Susie» Everly Brothers     | -                                            | «Jailhouse Rock» Элвис Пресли              |
| 25 ноября   | «Jailhouse Rock»/ «Treat Me Nice» Элвис Пресли                      | «Jailhouse Rock» Элвис Пресли              | -                                            | «Jailhouse Rock» Элвис Пресли              |
| 2 декабря   | «You Send Me»/ «Summertime, Pt 1» Sam Cooke                         | «Jailhouse Rock» Элвис Пресли              | -                                            | «Jailhouse Rock» Элвис Пресли              |
| 9 декабря   | «You Send Me»/ «Summertime, Pt 1» Sam Cooke                         | «You Send Me» Sam Cooke                    | -                                            | «Jailhouse Rock» Элвис Пресли              |
| 16 декабря  | «Jailhouse Rock»/ «Treat Me Nice» Элвис Пресли                      | «April Love» Pat Boone                     | -                                            | «You Send Me» Sam Cooke                    |
| 23 декабря  | «April Love»/ «When the Swallows Come Back to Capistrano» Pat Boone | «April Love» Pat Boone                     | -                                            | «You Send Me» Sam Cooke                    |
| 30 декабря  | «April Love» Pat Boone                                              | «April Love» Pat Boone                     | -                                            | «April Love» Pat Boone                     |